# موی‌جامه

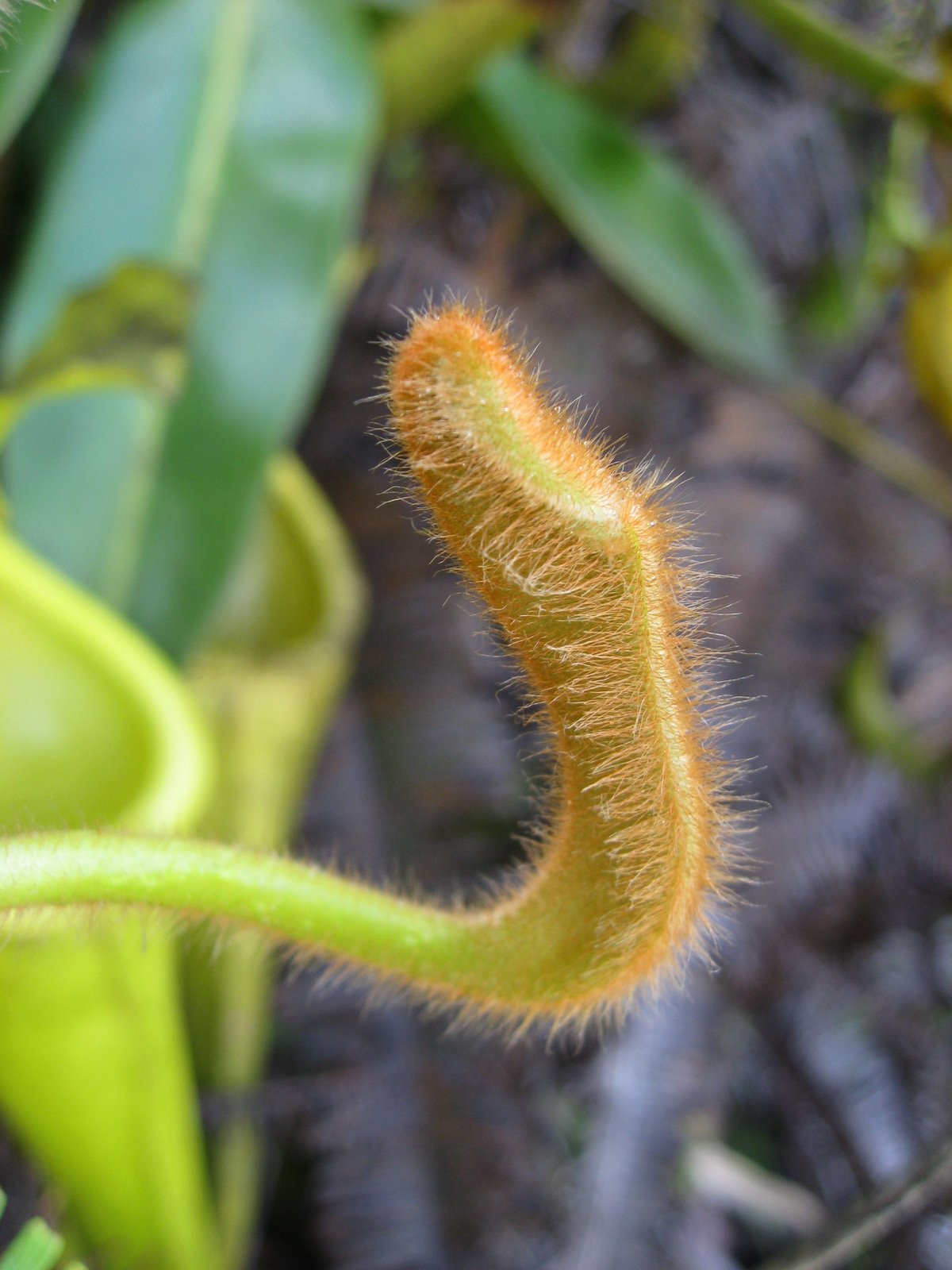
کرک‌های ناپایدار، پارچ در حال رشد گیاه‌پارچ چانیانا

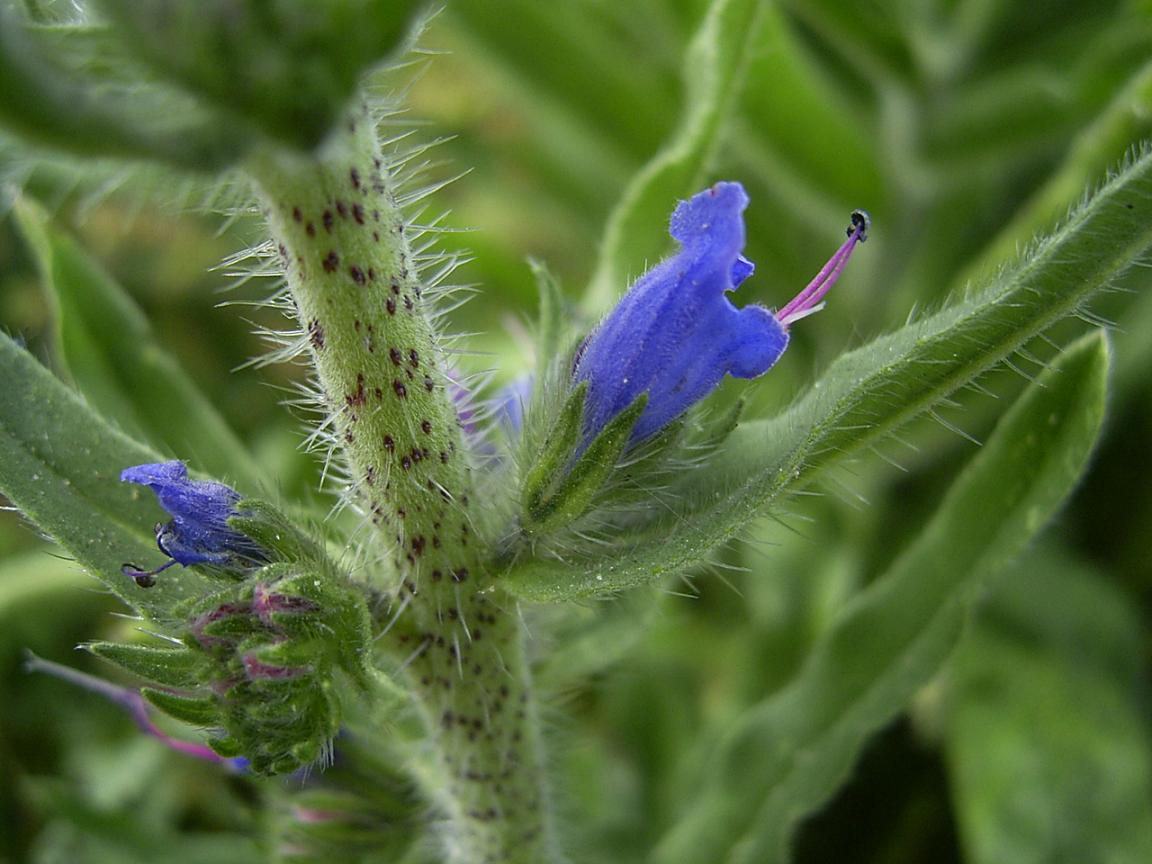
موی‌جامه در گل افعی رسمی

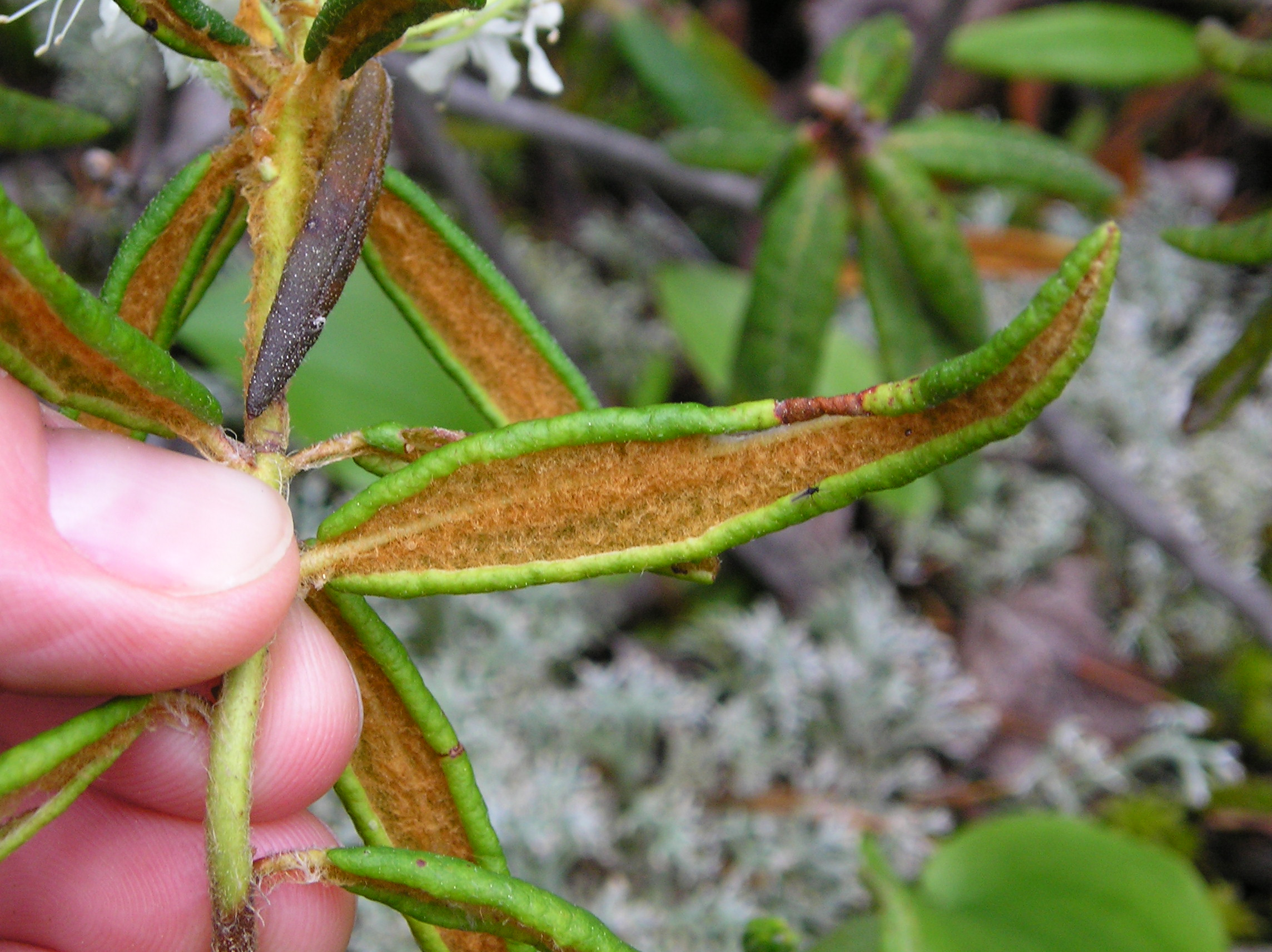
موی‌جامه زنگارنگ در سطح زیرین برگ خرزه هندی چای‌مرداب (Rhododendron groenlandicum)

موی‌جامه (نام علمی: Indumentum)، در زیست‌شناسی، (لاتین، به معنای واقعی کلمه: "پوشاک") پوششی از کرک‌ها (موهای ظریف) روی یک گیاه یا از مویچه (به ندرت پولک) روی یک حشره است.
در گیاهان، انواع موی‌جامه عبارتند از:
- زهاری (pubescent)
- پشمالو (hirsute)
- مودار (pilose)
- پشمی (lanate)
- کرکی (villous)
- کرک‌دار (tomentose)
- اختروار (stellate)
- دان‌دان (scabrous)
- شوره‌دار (scurfy)

اطلاعات بیشتر: کرک
موی‌جامه روی گیاهان می‌تواند عملکردهای متنوعی داشته باشد، از جمله به‌عنوان لنگرگاه در گیاهان بالارونده (برای نمونه، بی‌تی‌راخ)، در کنترل تعرق، در جذب آب (تیلاندزیا)، انعکاس تابش خورشید، افزایش دفع آب (برای نمونه، سرخس آبی)، برای محافظت در برابر شکار حشرات و در به دام انداختن حشرات (ژاله‌پوش‌ها، گیاه‌پارچ‌ها، مدادگل).
استفاده از موی‌جامه بر روی حشرات نیز می‌تواند مربوط به گرده گل باشد، مانند زنبورها، حسی مانند شارب، یا برای کاربردهای مختلف دیگر از جمله چسبندگی و سم.